# Ole Kiilerich
Ole Gerhard Kiilerich (10. juni 1907 i København – 27. marts 1983 på Frederiksberg) var en dansk journalist, redaktør og modstandsmand.
Han fik som ung journalist ved Dagens Nyheder i 1932 et nært samarbejde med John Christmas Møller og kom allerede tidligt under besættelsen med i modstandsbevægelsen. Han var med til at etablere det illegale blad Frit Danmark, som han sammen med Børge Houmann var redaktør for. Senere afløstes han på posten af Kate Fleron.
Kiilerich flygtede i 1943 til Sverige og derfra videre til London. Efter befrielsen var han ansat ved bl.a. B.T., Ekstra Bladet og Information. Holdningsmæssigt var han meget nationalt sindet og støttede Det Konservative Folkeparti.
Ole Kiilerich er begravet på Søndermark Kirkegård på Frederiksberg.